# Barry (Wales)
Barry is de hoofdplaats van de Welshe county borough Vale of Glamorgan.
Barry telt 50.661 inwoners en is de meest zuidelijke stad van Wales. Barry ligt aan het kanaal van Bristol, een baai van de Atlantische Oceaan.

## Geboren
- Grace Williams (1906–1977), componiste
- Damian Green (1956), politicus
- Julia Gillard (1961), Australisch politica
- Alastair Reynolds (1966), sciencfictionschrijver
- David Davies (1985), zwemmer
- Alex Greenfield (1990), baanwielrenster